# Robert Millikan
Giáo sư Robert Andrews Millikan (22 tháng 3 năm 1868 – 19 tháng 12 năm 1953) là một nhà vật lý thực nghiệm người Mỹ. Ông đã giành Giải Nobel Vật lý vào năm 1923 nhờ phương pháp đo chính xác điện tích điện tử thông qua thí nghiệm giọt dầu Millikan và nghiên cứu của ông về hiệu ứng quang điện. Ông cũng là người nghiên cứu về các bức xạ vũ trụ.

## Tiểu sử

### Giáo dục
Millikan nhận bằng cử nhân hạng nhất từ trường Đại học Oberlin năm 1891 và bằng tiến sĩ vật lý của trường đại học Columbia năm 1895 – ông là người đầu tiên nhận được học vị tiến sĩ từ trường này.